# Wydruk autorski
Wydruk autorski – każdy wydruk wykonywany osobiście przez autora utworu graficznego.
Rezultatem druku graficznego jest unikatowa odbitka grafiki warsztatowej lub wydruk w technologii cyfrowej (druk igłowy, druk atramentowy, druk laserowy, druk pigmentowy) na drukarce biurowej lub wielkoformatowej (ploterze). Wydruk w technologii cyfrowej może być wydrukiem wielkonakładowym. Jest reprodukcją.
Autor utworu wirtualnego może nadać wydrukowi indywidualne cechy, wtedy mówimy o wydruku, który jest unikatem i jest traktowany jak oryginał. Taka odbitka to wydruk autorski.